# بيك كندي
بيك كندي هي قرية في مقاطعة هشترود، إيران. عدد سكان هذه القرية هو 593 في سنة 2006.